# Бохни
Бохни́ — село в Україні, у Летичівській селищній громаді Хмельницького району Хмельницької області. Населення становить 488 осіб.

## Історія
За легендою село Бохни виникло у ХVІІІ столітті як хутір серед лісу біля озерця, куди сусловецький поміщик Калачевський вислав із с.Суслівці Летичівського повіту чотири сім’ї кріпаків: Жернового, Насобкова, Коваля та Підлісного, де вони жили спочатку в землянках, а згодом збудували хати «в зруб». Основним заняттям їх було випасання поміщицької худоби, бортникування, валка лісу. Звідси, як вважають корінні жителі, і походить назва села, оскільки лісоруби «бахкали» деревом в багно.
Перша документальна згадка про село датується 1516 роком у зв’язку з встановленням меж Летичева кам’янецьким старостою Станіславом Лянцкоронським. Село мало на той час назву Бухнівці (Buchnovcze), як і у податкових тарифах 1530 та 1542 років, а його мешканці на той час мали відповідно 3 та 3,5 плуги.
У люстрації (переписі) Хмільницького староства за 1565 рік згадуються Бухни як "село при Летичеві, але здавна належить до Хмільницького староства". З цього джерела довідуємося, що староста хмільницький Струсь на той час надав «держати» село своєму слузі Яну Жуковському, який у ньому вчинив фільварок для живності. Село має 4 плуги. Жителі села згадуються по іменах. Шестеро: Федір, Радол, Лесько, Онопко, Мондя та Івасько, залучалися до робіт у замку, та платили подимне, а також за овець, за курей, за яйця; а п’ятеро - Влат, Наум, Зенько, Оліфір та Іван мали свободи до трьох років і платили тільки подимне. Отаман був звільнений від всяких послуг і плат.
У люстрації Подільського воєводства за 1615 рік про село Бухни (Buchny) довідуємося, що «того села власник Ян Кавецький, войський летичівський, котре було перед тим більшим і кращим; але віднині до Летичева, як нам власник теперішній доповів, відібрано половину земель, на що ревізія його королівської милості має виправити. З чиншом вівсяним. Фільварку жодного, ані ставу, ані млина жодного немає». В часи Руїни, за підрахунками димів для стягнення подимного податку за 1668 рік, село Бухни від давнього абсолютно пустельне, тільки «урочище», і таким незаселеним залишається до початку ХVІІІ століття (за інвентарем 1707 року).
Після входження Поділля до складу Російської імперії 1793 року Катерина ІІ подарувала Бохни разом з усім Летичівським староством відомому російському дипломату графу Аркадію Моркову, у власності родини котрого воно залишалося до радянських часів. У селі на той час проживало корінних жителів 47 душ чоловічої і 97 душ жіночої статі. Станом на 1838 рік поміщику в с.Бохнах належало земель: орної 273 десятини 689 сажнів, під кущами 10 десятин, під будівлями 77 десятин 1200 сажнів, під шляхами і незручними місцями 16 десятин 1200 сажнів; корчма дерев’яна, будинок з корчмою і хлівом, комора і погріб дерев’яні.
За переписом 1852 року прихожан с. Бохни, котрі належали до церкви св. великомучениці Варвари с. Війтівці (тепер Грушківці), було православних: дворових людей - 1 двір, 2 чоловіки, 4 жінки; селян - 16 дворів, 69 чоловіків, 76 жінок; латинського обряду: дворян - 21 двір, 54 чоловіки, 64 жінки; однодворців - 2 двори, 2 чоловіки, 4 жінки; селян - 4 двори, 10 чоловіків, 11 жінок.
7 (20) листопада 1917 року, відповідно до Третього Універсалу Української Центральної Ради, увійшло до складу Української Народної Республіки.
2013 року у селі побудовано дерев'яний храм на честь Різдва Іоана Предтечі (Хрестителя), священик - ієромонах Ієронім (Іван Гакман) Української Православної Церкви (московського патріархату).
12 червня 2020 року, відповідно до розпорядження Кабінету Міністрів України № 727-р «Про визначення адміністративних центрів та затвердження територій територіальних громад Хмельницької області», увійшло до складу Летичівської селищної територіальної громади.
19 липня 2020 року, в результаті адміністративно-територіальної реформи та ліквідації Летичівського району, село увійшло до складу новоутвореного Хмельницького району.

## Населення

### Мова
Розподіл населення за рідною мовою за даними перепису 2001 року:
| Мова       | Відсоток |
| ---------- | -------- |
| українська | 98,98%   |
| російська  | 1,02%    |